# Schleusenanlage an der Nogat

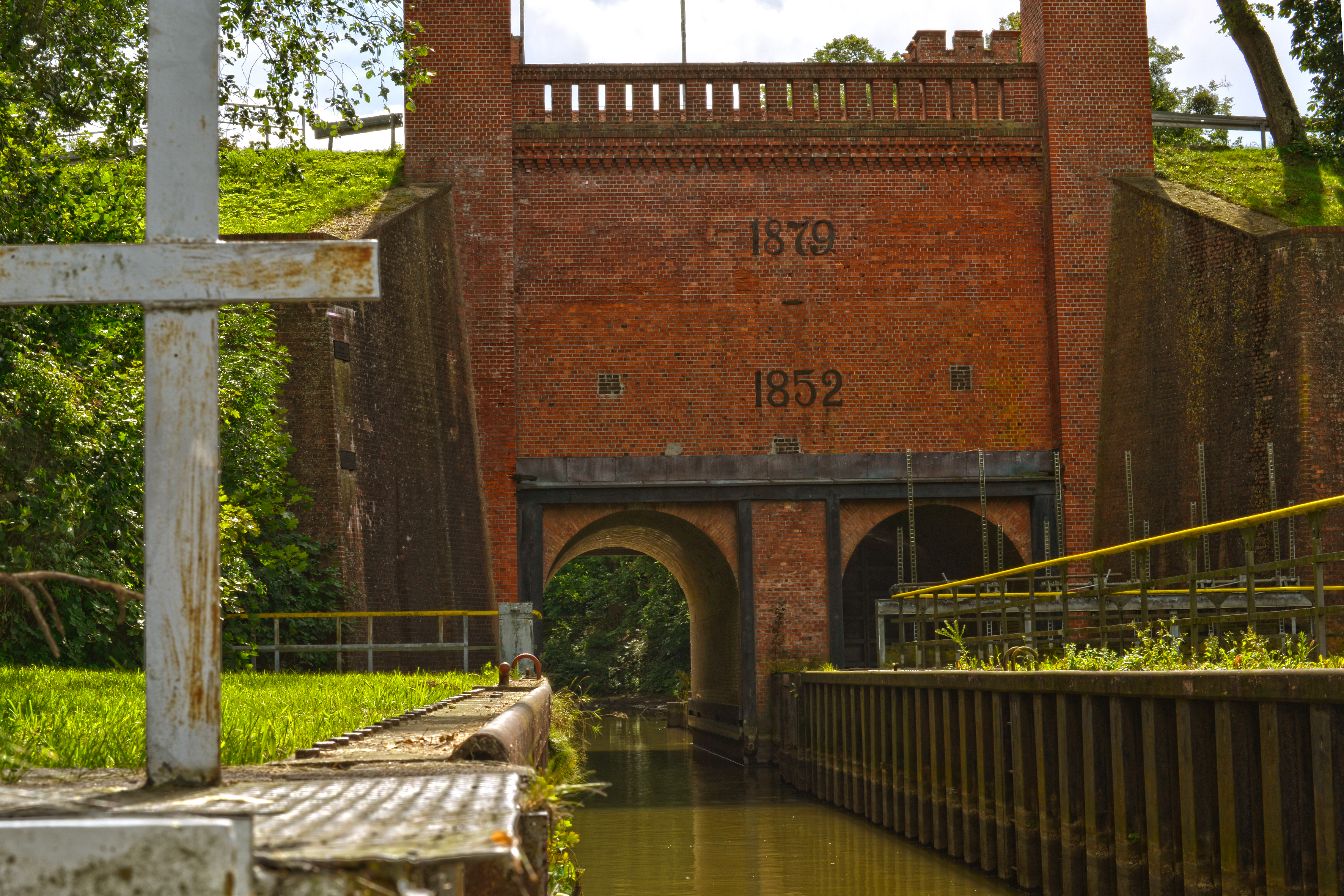
Schleuse zwischen Liwa und Nogat

Die Schleusenanlage an der Nogat (polnisch Zespół śluz na Nogacie) besteht aus zwei Schleusen an Nogat und Liwa (deutsch Liebe). Das Bauwerk wurde zwischen 1852 und 1914 errichtet und befindet sich in Biała Góra (Weißenberg) in der Woiwodschaft Pommern in Polen.

## Lage
Die beiden Schleusen liegen unmittelbar westlich des Ortskerns von Biała Góra am Abzweig der Nogat von der Weichsel. Die Nordspitze am Abzweig wird als Mątowski Cypel (Montauer Spitze) bezeichnet. Das Gebiet war von 1920 bis 1939 Dreiländereck zwischen Ostpreußen, Polen und der Freien Stadt Danzig. Die Liwa mündet direkt unterhalb beider Schleusen in die Nogat.

## Geschichte
Seit 1371 war die Nogat ein Mündungsarm der Weichsel im Weichsel-Nogat-Delta. Die Bewohner der Landgewinnungsgebiete des Werders waren häufig von Hochwassern bedroht, die meist in den Frühjahrsmonaten durch Eisstau verursacht wurden. Im Februar 1840 schuf sich der Strom durch den Weichseldurchbruch im Dorf Neufähr eine neue Mündung. Durch die Verkürzung der Weichsel um 14 Kilometer veränderte sich deren Gefälle und das Verhältnis der Abflüsse über Weichsel und Nogat. Eisgang hatte an der Nogat in den Jahren 1816, 1829, 1839 und 1844 zu Deichbrüchen geführt. Mit den geplanten Eisenbahnbrücken bei Dirschau und Marienburg sollten dort Hochwasserrisiken vermindert werden. In der Folge entstanden eine Reihe von Plänen um den Unterlauf der Weichsel und die Nogat zu regulieren. Seitdem wurde die Situation wiederholt durch Wasserbauten verändert.

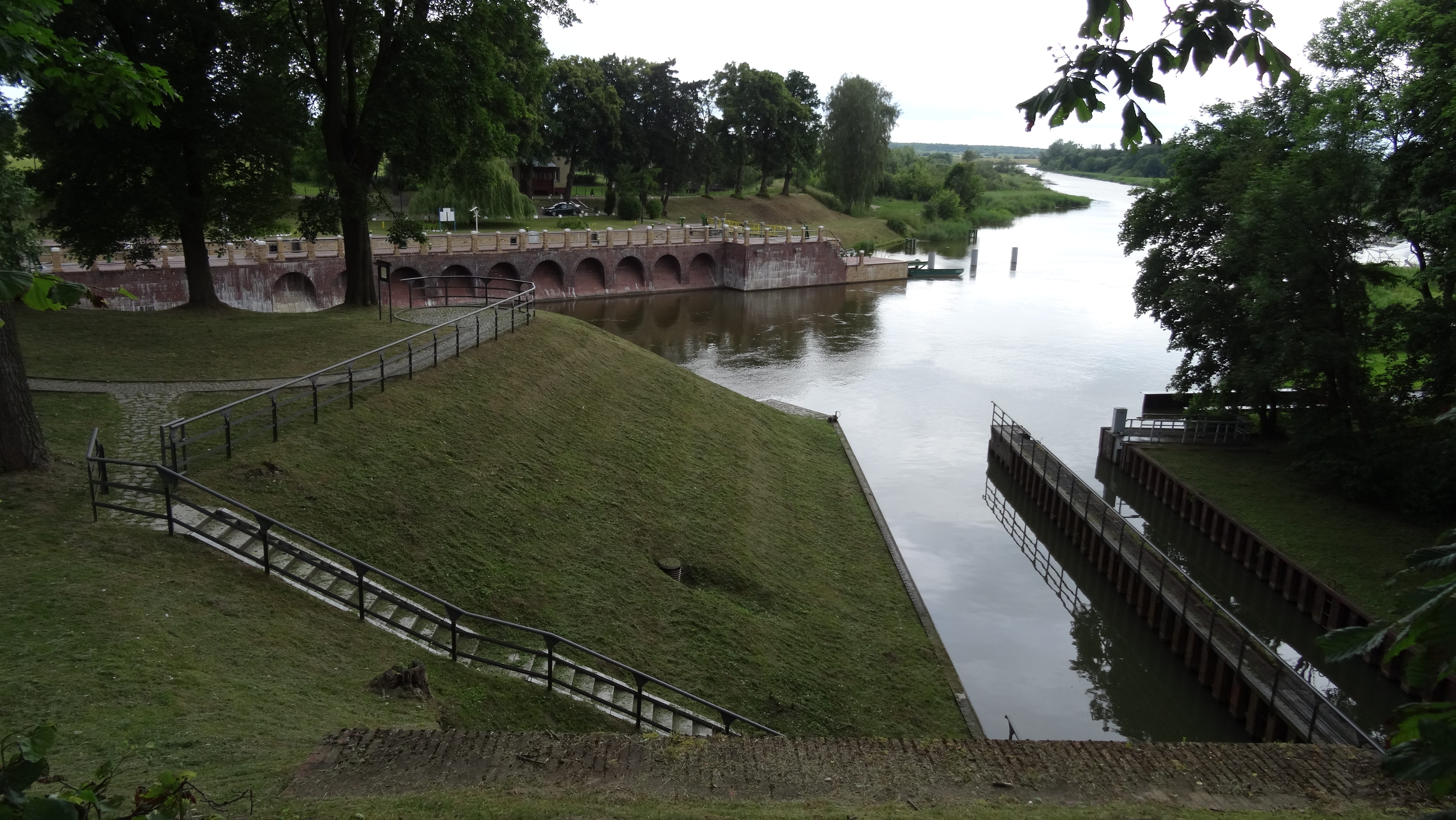
Zusammenfluss von Nogat (links) und Liwa (vorne)

Die Schleuse zwischen Liwa und Nogat wurde 1852 errichtet. Mit mehreren anderen Nogatschleusen ermöglichte sie die Schiffbarkeit im Unterlauf aufrechtzuerhalten. Im Jahr 1879 wurde diese Schleuse auf die Höhe der Weichseldämme erhöht.
In etwa drei Kilometer Entfernung wurde nördlich des Ortes Pieckel (Piekło) in den 1850er Jahren der Weichsel-Nogat-Kanal ⊙ gegraben, der der Nogat wieder Wasser der Weichsel zuleitete. An dieser Stelle hatte sich ein Altarm der Nogat befunden. Der Lauf des Flusses nordwestlich von Weißenberg erhielt den Namen Alte Nogat. Diese wurde durch drei Dämme, „Coupirungen“ genannt, seit September 1853 von der Weichsel und dem weiteren Lauf der Nogat abgetrennt. Der mittlere Damm lag bei Weißenberg, die beiden anderen 1300 Meter oberhalb bzw. unterhalb des Flusslaufes. Durch Sperrmaßnahmen sollte der Eisgang der Weichsel von der Nogat ferngehalten werden. – Jedoch kam es 1854 und 1855 zu Hochwassern, da die Weichsel an anderen Stellen die Dämme durchbrach.
Diese Situation wurde am Anfang des 20. Jahrhunderts wieder zurückgebaut. Inzwischen hatte die Weichsel mit dem Durchstich (Przekop Wisły) im Jahr 1895 wiederum eine neue Mündung erhalten. Der Nogatkanal wurde zwischen 1912 und 1915 durch einen Damm von der Weichsel abgetrennt und ist seitdem verlandet. Am Abzweig der Nogat an der Montauer Spitze entstand eine neue Schleuse, die 1914 fertiggestellt wurde. Nach der Öffnung zur Weichsel erhielt die Nogat wieder ihr altes Bett der 1840er Jahre.

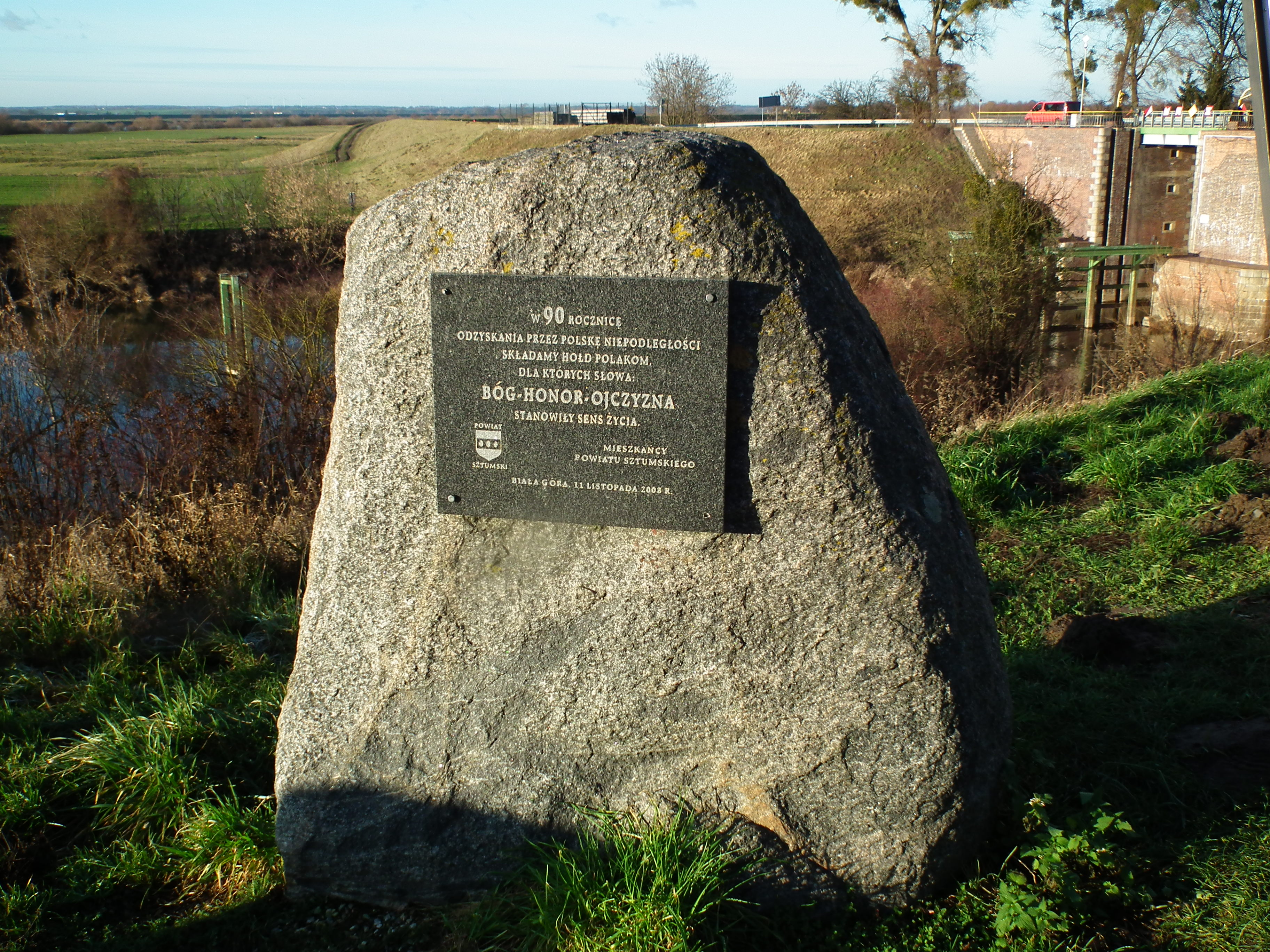
Gedenkstein von 2008

Zwischen 1920 und 1939 verlief die Zollgrenze zwischen Ostpreußen und Danzig zwischen den beiden Schleusen.
Die Schleusenanlage wurde am 8. August 1979 unter der Nummer 55/79 in die nationale Denkmalliste eingetragen.
Auf dem Weißen Berg östlich von Weißenberg wurde 1930 das 1945 zerstörte Westpreußenkreuz errichtet. Auf dem Damm an der Nogat steht seit 2008 ein ehemaliger Grenzstein, dessen Tafel an den 90ten Jahrestag der Wiederentstehung Polens erinnert. Auf seiner Rückseite sind die Namen der vier Städte der Freien Stadt Danzig noch schwach zu lesen: Danzig, Zoppot, Tiegenhof und Neuteich.

## Beschreibung

### Schleuse zwischen Nogat und Liwa (1852/1879)
Die Schleuse ⊙ wurde im Damm der zweiten „Coupirung“ errichtet. Zwei absperrbare Tunnelröhren leiten das Wasser der Liwa durch das Bauwerk. Das Bauwerk ist nogatseitig mit den Jahreszahlen „1852“ und „1879“ gekennzeichnet. Der Höhenunterschied der Anhebung von 1879 ist am Mauerwerk ablesbar. Die Tore werden vertikal geschlossen und geöffnet. Die Schleuse ist nicht in Betrieb, aber die geöffneten Tore können mit kleinen Booten befahren werden.
Das Bauwerk überführt die Woiwodschaftsstraße DW603 über die Liwa.

### Schleuse zwischen Nogat und Weichsel (1914)

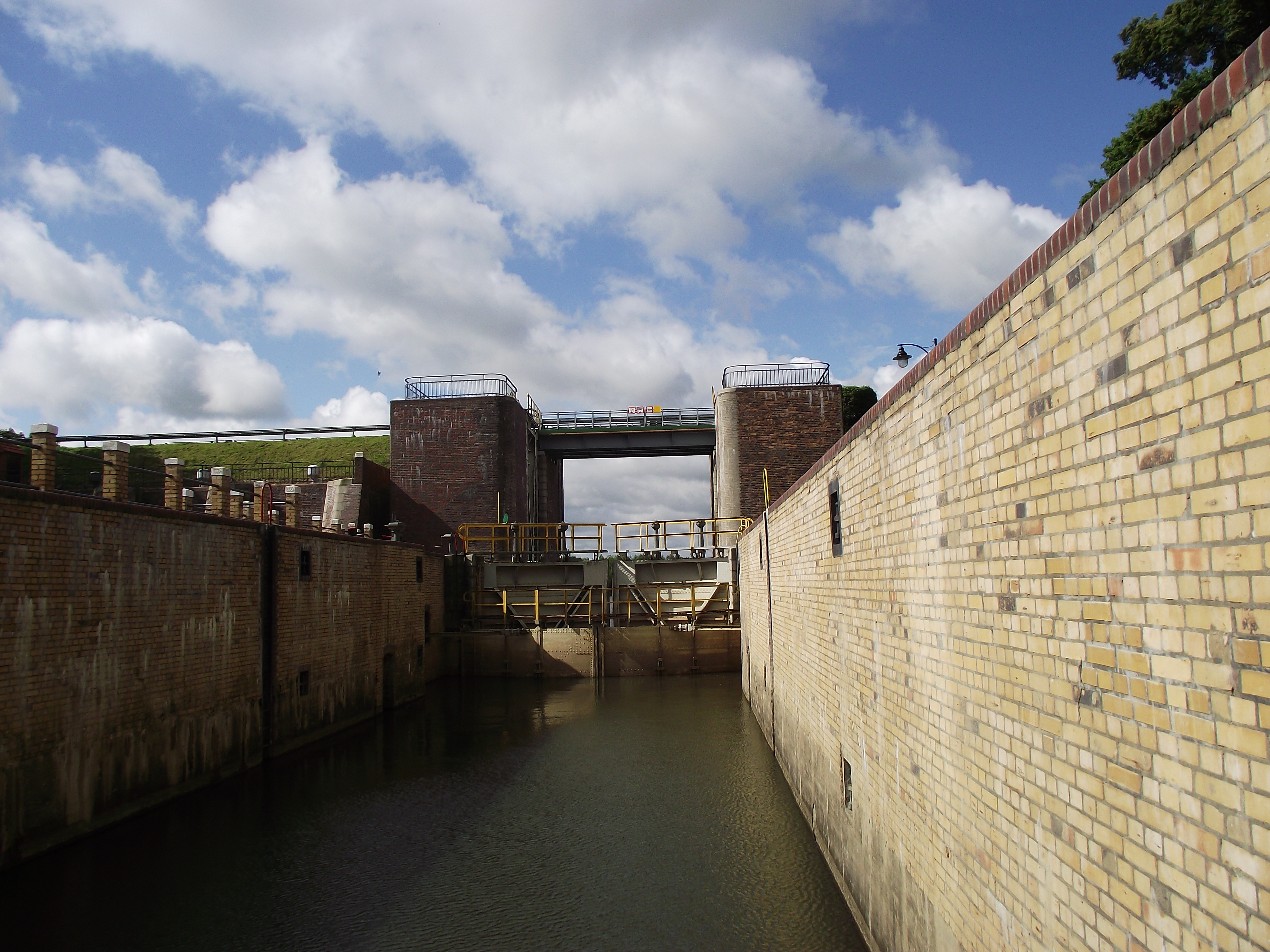
Schleuse zwischen Nogat und Weichsel

Die Schleuse ⊙ liegt nördlich eines Wehrs mit drei Durchlässen. Ihre Kammer hat eine Länge von 57 und eine Breite von 9,53 Metern. Sie ist mit Stahltoren ausgestattet. Die maximale Niveaudifferenz beträgt 4,10 Meter und ist die größte der vier Schleusen zwischen Weichsel und Frischem Haff. Die drei weiteren Nogatschleusen haben Kammern mit vergleichbarer Größe.
Das Bauwerk überführt die Woiwodschaftsstraße DW605 über die Nogat.